# Carme Vilà i Fassier
Carme Vilà i Fassier (* 1937 in Roses) ist eine katalanische Pianistin und Musikpädagogin. Von 1997 bis 2001 war sie Direktorin des Conservatori Municipal de Barcelona.

## Leben und Werk
Carme Vilà wurde 1937 in eine Familie hineingeboren, in der bereits drei vorgehende Generationen als Pianisten gewirkt hatten. Carme Vilà begann als 4-Jährige mit einer Privatlehrerin das Klavier zu erlernen.
1949 trat sie in das Conservatori del Liceu in Barcelona ein. Sie beendete 1952 ihr Studium mit Auszeichnungen. 1953 und 1955 wurde sie Finalistin im Genfer Klavierwettbewerb. 1955 perfektionierte sie ihr Spiel bei dem ungarischen Pianisten Béla Síki in der Schweiz und gab dort mehrere Konzerte. 1958 siedelte sie nach Wien um, um bei Richard Hauser an der Musikakademie Wien zu studieren. 1959 gewann sie den Haydn-Schubert-Wettbewerb der Wiener Akademie (2. Preis bei Nicht-Vergabe des 1. Preises). Im selben Jahr debütierte sie im großen Saal des Konzerthauses mit Beethovens 5. Klavierkonzert. Von diesem Debüt ab trat sie regelmäßig in den großen Konzertsälen in Wien und Berlin auf. Weitere Konzerte in London, Tel Aviv, Hamburg, New York, Madrid folgten. 1961 machte sie ihren Studienabschluss an der Wiener Musikakademie mit Auszeichnung. 1962 gewann sie den ersten Preis bei den von Paul Badura-Skoda, Jörg Demus und Alfred Brendel gegebenen internationalen Klavierkursen. Sie absolvierte Aufbaustudien an der Academia Chigiana in Siena bei Alfred Cortot und Guido Agosti. Sie wurde dort mehrfach ausgezeichnet. 1966 erhielt sie in London die Harriet Cohen Medaille.
1967 begleitete sie ihren Lehrer Paul Badura-Skoda an die University of Wisconsin in Madison. 1968 wurde sie zur Artist in Residence dieser Universität ernannt, eine Aufgabe, die sie für fünf Jahre innehatte. Im selben Jahr stellte ihr Daniel Barenboim den Violinisten Ruggiero Ricci vor, mit dem sie anschließend eine Konzerttournee durch Südamerika unternahm. In den Vereinigten Staaten spielte sie Aufnahmen für RCA ein.
1973 kehrte sie nach Katalonien zurück. 1977 wurde sie als Professorin für Klavier an das Conservatori Municipal in Barcelona berufen. Von 1997 bis 2001 wirkte sie als Direktorin dieses Konservatoriums. 1990 organisierte Carme Vilá anlässlich des Besuchs des Komponisten Witold Lutosławski in Barcelona ein Konzert am Konservatorium von Barcelona und lud die baskische Pianistin Paula Torróntegui ein, mit ihr Lutoslawskis Variationen über ein Paganini-Thema für zwei Klavier zu spielen. Aufgrund dieser Erfahrung beschlossen beide Frauen, ein Klavierduo zu bilden.
1997 erhielt Carme Vilà vom Stadtrat von Roses La Dracma de Roses (Die Drachme von Roses) als Anerkennung für ihre Karriere. 2007 erhielt sie von Diputació de Valladolid (Provinzregierung von Valladolid) den Internationalen Frechilla-Zuloaga Klavierpreis. Darüber hinaus ist sie Ehrendoktorin der University of Wisconsin.